# Phoradendron heydeanum
Phoradendron heydeanum är en sandelträdsväxtart som beskrevs av Trelease. Phoradendron heydeanum ingår i släktet Phoradendron och familjen sandelträdsväxter. Inga underarter finns listade i Catalogue of Life.